# Вахдат аль-вуджуд
Ва́хдат аль-вуджу́д (араб. وحدة الوجود‎ —  единство бытия‎) — философская категория, характеризующая учение Ибн Араби. Термин самим Ибн Араби не употреблялся. Словосочетание состоит из слов вахид («единство») и вуджуд («бытие», араб. وجود‎). 

## Концепция
Основой вахдат аль-вуджуд послужила суфийская метафизика и теософия с элементами таких учений, как неоплатоновская эманационная доктрина и гностицизм, а также калам и фальсафа.
В соответствии с концепцией вахдат аль-вуджуд, причина творения — в стремлении Абсолюта к самолицезрению и самопознанию. Абсолют реализуется в предметах и сущностях вселенной, но атрибуты божественного совершенства оказываются разделены в ней. Собираются же они воедино лишь в человеке, а в совершенном человеке (аль-инсан аль-кямиль) Абсолют познаёт себя во всей полноте. Относительно свободы воли и предопределения создатель учения вахдат аль-вуджуд и его последователи полагали, что Бог создаёт людей и их поступки, но действует при этом в соответствии со своим «знанием», которое заключено в прообразах.
Учение вахдат аль-вуджуд характеризуется недосказанностью и двусмысленностью. Комментаторы учения вахдат аль-вуджуд по-разному толковали его и в какой-то мере изменили сущность учения. Причиной этого стало разнообразие оценок учения как в трудах средневековых авторов, так и в дальнейшем — в работах современных исследователей.
Учение оказало значительное влияние на развитие мусульманского богословия и «философского» суфизма. Оно было воспринято и развито рядом суннитских и шиитских мыслителей. Противниками учения были Ибн Таймия, Ибн Хальдун, Ибн Хаджар аль-Аскаляни, факихи Сирии, Египта и Магриба. Суфий Ала ад-дауля Симнани выдвинул в качестве альтернативы учению Ибн Араби доктрину, получившую название вахдат аш-шухуд. Сторонники этих двух доктрин вели друг с другом активную борьбу, которая не вполне утихла и поныне.
Многие исследователи и критики видят в учении вахдат аль-вуджуд разновидность пантеизма и заимствование из индуизма.